# Arno Rentsch
Arno Rentsch (* 9. Januar 1870 in Nickern bei Züllichau; † 6. November 1942 in Woltersdorf (bei Berlin)) war ein deutscher Komponist, Violinist und Musikpädagoge.

## Leben und Wirken
Über Herkunft, Ausbildung und frühen Werdegang des aus Nickern stammenden Arno Rentsch ist nur wenig bekannt. Er studierte Musik am Sternschen Konservatorium in Berlin, danach an der Kompositionsabteilung der Akademie und war ab 1901 als Musikpädagoge und Komponist am Brandenburgischen Konservatorium in Berlin tätig. Er stammt im Bann von Johannes Brahms.
Von 1890 bis 1898 war er am Berliner Philharmonischen Orchester und der Königlichen Kapelle Violinist.
Anlässlich des Jahrestages der Machtergreifung der Nationalsozialisten verlieh ihm Adolf Hitler am 30. Januar 1937 den Professor-Titel.

## Werke (Auswahl)
- Vier Hölderlin-Hymnen op. 1, 1901.
- Fiduswerk, eine Einführung in das Leben und Wirken des Meisters Fidus durch Arno Rentsch, mit vielen Bildproben und grundlegenden Selbstäusserungen des Künstlers. Verlag der Schönheit, Dresden 1925.